# Lacs (miejscowość)
Lacs – miejscowość i gmina we Francji, w Regionie Centralnym, w departamencie Indre.
Według danych na rok 1990 gminę zamieszkiwały 603 osoby, a gęstość zaludnienia wynosiła 45 osób/km² (wśród 1842 gmin Centre, Lacs plasuje się na 602. miejscu pod względem liczby ludności, natomiast pod względem powierzchni na miejscu 967.).